# Tearaway: Avventure di carta
Tearaway: Avventure di carta (in inglese: Tearaway: Unfolded)  è un videogioco a piattaforme - avventura del 2015 sviluppato da Media Molecule e Tarsier Studios e pubblicato da Sony Computer Entertainment per PlayStation 4. Annunciato alla Gamescom 2014, il gioco è un remake espanso del gioco Tearaway del 2013 per PlayStation Vita, che era stato anche sviluppato da Media Molecule.

## Trama
Analogamente al gioco originale, il giocatore controlla il messaggero Iota o Atoi (entrambi hanno lo stesso gameplay, l'unica differenza è il sesso; Iota è maschio mentre Atoi è femmina) che ha il compito di consegnare un messaggio a un portale che si è misteriosamente aperto nel cielo, mostrando il giocatore (indicato come "The You" nel gioco). Insieme a "The You", i nemici conosciuti come Scraps stanno invadendo il mondo attraverso l'apertura. Durante l'avventura, il messaggero attraverserà molti livelli per raggiungere il Portale e salvare il loro mondo di carta.

## Modalità di gioco
Come l'originale, è un gioco platform in terza persona con una forte enfasi sull'interazione ambientale, le caratteristiche del controller DualShock 4 e una creatività stravagante. Il protagonista attraversa ambienti realizzati quasi interamente di carta e può completare obiettivi secondari che implicano l'aiuto ai personaggi non giocanti e la creazione di oggetti. Le principali opzioni di movimento del protagonista sono saltare, afferrare e rotolare.
Quando si muove attraverso le aree, il giocatore può modificare il paesaggio in modo che possano essere aperti nuovi percorsi. Ad esempio, per raggiungere un'area isolata, il giocatore potrebbe dover abbattere una piattaforma lanciando una raffica di vento, arrampicarsi sulla piattaforma, quindi riportare la piattaforma nella sua posizione originale e saltare giù. Al giocatore vengono inoltre forniti strumenti di aiuto per i puzzle. Uno di questi strumenti funge da aspirapolvere, spostando oggetti fuori strada o sconfiggendo i nemici. Alcuni strumenti o oggetti devono essere prima creati sul touch pad del controller. Qui, il giocatore può disegnare la forma di un oggetto e sceglierne i colori. Al termine, l'oggetto viene quindi utilizzato nel mondo di gioco ovunque sia necessario. Un esempio di ciò si verifica quando al giocatore viene chiesto di creare un disegno a farfalla. Il disegno della farfalla creato dal giocatore può quindi essere visto numerose volte in ogni livello per il resto del gioco.
Sebbene la trama e i personaggi centrali rimangano per lo più invariati, molti elementi di gioco dell'originale sono stati ottimizzati per il gamepad DualShock 4. Ad esempio, gli elementi basati sul touchscreen nel gioco originale sono stati rimappati e modificati per l'uso su PlayStation 4. Gli aspetti di creazione, in cui i giocatori usavano il touchscreen per disegnare oggetti che sarebbero apparsi nel gioco, sono ora utilizzati sul touchpad del DualShock 4. In alternativa, il giocatore può utilizzare la PlayStation Camera o la PlayStation App per inserire i propri disegni. Queste ultime opzioni possono anche essere utilizzate per inserire una texture o un colore del mondo reale nel gioco, una funzionalità precedentemente dedicata alla fotocamera posteriore della PsVita. Il giocatore può anche utilizzare il touchpad per creare una raffica di vento, che può spazzare via i nemici e abbattere piattaforme.
La barra luminosa sulla parte anteriore del controller DualShock 4 può essere utilizzata per illuminare le aree scure nel mondo di gioco, nonché per creare piattaforme aggiuntive per l'attraversamento delle aree. Il giroscopio del DualShock 4 consente di sospendere, inclinare e ruotare le piattaforme nel gioco, per consentire al personaggio di attraversarle.
Tearaway: Avventure di carta esegue il rendering in HD 1080p, a una frequenza di 60 fotogrammi al secondo.

## Sviluppo e pubblicazione
Tearaway: Avventure di carta era inizialmente un progetto che ha permesso a Media Molecule di sperimentare le funzionalità del DualShock 4 e la tecnologia di PlayStation 4 per la prima volta. Lo studio ha iniziato a sviluppare seriamente Tearaway: Avventure di carta una volta che si sono resi conto che le funzionalità di PlayStation 4 potevano creare un'esperienza che sarebbe stata come una versione alternativa di Tearaway, piuttosto che un semplice remake.

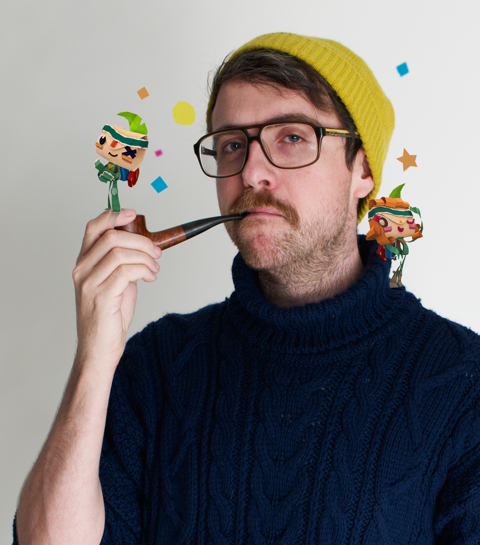
Rex Crowle è stato il game designer di Avventure di carta

Il designer del gioco Rex Crowle ha sottolineato che nessuna delle due versioni di Tearaway è la versione definitiva: "Cerco di pensare ai due giochi come a due versioni separate. In una direzione è andato a Vita e quel gioco è incentrato sulle funzionalità del palmare. Alcuni giocatori lo giocheranno prima su PlayStation 4 e poi andranno a riprodurlo su Vita e si divertiranno a vedere quella versione alternativa perché è molto diversa. Non penso che quella PlayStation 4 sia la versione definitiva, solo un'altra versione".
Media Molecule riteneva che Avventure di carta potesse essere possibile solo su PlayStation 4 perché la PlayStation 3 e il suo controller non avevano abbastanza funzionalità. Crowle dice: "[Abbiamo cercato di] dare al controller un personaggio, così ti senti come se un po' del mondo fosse nelle tue mani". Il DualShock 4 è stato enfatizzato perché Media Molecule ama implementare concetti innovativi nei propri giochi, ma anche perché la "personalità" del dispositivo possa essere esaltata in modo da poter influenzare altri giochi in futuro.
Avventure di carta ha consentito a Media Molecule di includere elementi che erano stati scartati nella versione originale a causa di limitazioni hardware e vincoli di tempo. Uno di questi oggetti era l'aeroplano di carta: "[Era] una cosa che uno dei nostri level designer voleva disperatamente inserire nella versione Vita", ha detto Crowle, "ma semplicemente non ha funzionato. Quindi è stato fantastico aggiungerlo di nuovo nella versione Unfolded (Avventure di carta)".
Il gioco è stato pubblicato in tutto il mondo l'8 settembre 2015. Una speciale edizione artigianale è stata data come premio per il preordine. Questa versione include vari extra di gioco, insieme a una copia della colonna sonora del gioco. Il gioco non è stato distribuito in tutti i territori. Ad esempio, l'uscita indiana è stata annullata alla fine di agosto 2015, a causa dei timori di scarse vendite. I videogiochi a piattaforme nel loro insieme non si sono venduti bene nel Paese, portando all'annullamento dell'uscita del gioco. 
Il 12 novembre 2020 Media Molecule attraverso il suo profilo Twitter ha dichiarato che Tearaway: Avventure di carta sarebbe stato compatibibile con la PlayStation 5.

## Accoglienza
Al momento dell'uscita, Tearaway: Avventure di carta è stato accolto con critica positiva. I critici hanno per lo più elogiato i controlli, le immagini, i personaggi e il design del mondo di gioco. Alcuni critici non hanno gradito l'enfasi sui controller opzionali, mentre altri hanno ritenuto che la versione originale per PlayStation Vita fosse un'esperienza più personale e, quindi, complessivamente migliore.
Tearaway: Avventure di carta è stato considerato un fallimento commerciale. Sebbene i dati sulle vendite non siano stati pubblicati per il mercato nordamericano, non è riuscito a trovare posto nelle classifiche di vendita settimanali, mensili o di fine anno. Nel Regno Unito, il gioco ha debuttato al 33 ° posto nelle classifiche di vendita settimanali, al di sotto delle aspettative.  Tuttavia, questa statistica non includeva le copie acquistate tramite il PlayStation Store.
Il gioco è andato anche peggio in Giappone. Tearaway: Avventure di carta non ha fatto nessuna delle principali classifiche di monitoraggio delle vendite, il che significa che non è riuscita a raggiungere la top 50 per il suo mese di lancio. Le vendite digitali sono state leggermente migliori, con il gioco che ha preso il posto finale nelle classifiche di vendita mensili del PlayStation Store.
Gli analisti attribuiscono le scarse vendite di Tearaway: Avventure di carta a una debole campagna di marketing da parte di Sony, anche perché c'è stata l'uscita di diversi giochi di alto profilo nella stessa settimana, tra cui Metal Gear Solid V: The Phantom Pain, Mad Max, Super Mario Maker e Until Dawn.